# Sitara Toit
Sitara Toit is een bestuurslaag in het regentschap Tapanuli Selatan van de provincie Noord-Sumatra, Indonesië. Sitara Toit telt 1084 inwoners (volkstelling 2010).